# Djenahro Nunumete
Djenahro Nunumete (Groningen, 28 januari 2002) is een Nederlands-Moluks voetballer die doorgaans als middenvelder speelt. Hij verruilde sc Heerenveen, waar hij zijn debuut in het profvoetbal maakte, in de zomer van 2024 voor FC Emmen.

## Carrière

### SC Heerenveen
Nunumete is van Molukse afkomst en speelde in de jeugd van BSVV, ACV, Ajax en sc Heerenveen, waar hij in 2019 een contract voor drie jaar tekende. Hij debuteerde in het eerste elftal van Heerenveen op 29 augustus 2021, in de met 1-3 verloren thuiswedstrijd tegen AZ. Hij kwam in de 85'ste minuut in het veld voor Lucas Woudenberg. Hij speelde in drie seizoenen in totaal zeven wedstrijden voor SC Heerenveen.

### FC Emmen
In de zomer van 2024 maakte Nunumete transfervrij de overstap naar FC Emmen, dat uitkwam in de Eerste Divisie. Hij maakte op 9 augustus tegen FC Dordrecht zijn debuut voor de club. Hij speelde dat seizoen als linksback. Op 22 oktober scoorde hij in een 2-0 overwinning op TOP Oss zijn eerste doelpunt in het profvoetbal.

## Statistieken
| Seizoen                        | Club           | Competitie     | Competitie | Competitie | Beker | Beker | Overig | Overig | Totaal | Totaal |
| Seizoen                        | Club           | Competitie     | Wed.       | Dlp.       | Wed.  | Dlp.  | Wed.   | Dlp.   | Wed.   | Dlp.   |
| ------------------------------ | -------------- | -------------- | ---------- | ---------- | ----- | ----- | ------ | ------ | ------ | ------ |
| 2021/22                        | sc Heerenveen  | Eredivisie     | 2          | 0          | 0     | 0     | –      | –      | 2      | 0      |
| 2022/23                        | sc Heerenveen  | Eredivisie     | 0          | 0          | 1     | 0     | –      | –      | 1      | 0      |
| 2023/24                        | sc Heerenveen  | Eredivisie     | 3          | 0          | 1     | 0     | –      | –      | 4      | 0      |
| 2024/25                        | FC Emmen       | Eerste Divisie | 20         | 1          | 0     | 0     | 0      | 0      | 20     | 1      |
| Carrièretotaal                 | Carrièretotaal | Carrièretotaal | 25         | 1          | 2     | 0     | 0      | 0      | 27     | 1      |
| Bijgewerkt op 5 februari 2025. |                |                |            |            |       |       |        |        |        |        |